# Judah Leib Gordon
Judah Leib Gordon, (in ebraico: יהודה לייב גורדון) noto come Leon Gordon (Vilnius, 7 dicembre 1830 – Pietroburgo, 16 settembre 1892), è stato un poeta e scrittore russo.

## Biografia
Nacque in una famiglia agiata, di albergatori nella città di Vilnius.
Ebbe il privilegio di istruirsi alla Torah assieme ai più importanti educatori della città, dimostrandosi un ottimo studente. Purtroppo le vicissitudini economiche-finanziarie del padre e la sua conseguente bancarotta, lo costrinsero a cercare corsi di studi indipendenti in una delle numerose sale di studio della città.
Contemporaneamente si interessò all'apprendimento di varie lingue straniere e frequentò la scuola rabbinica, ottenendo all'età di ventidue anni il diploma come insegnante, che utilizzò immediatamente per svolgere docenze in piccole località.

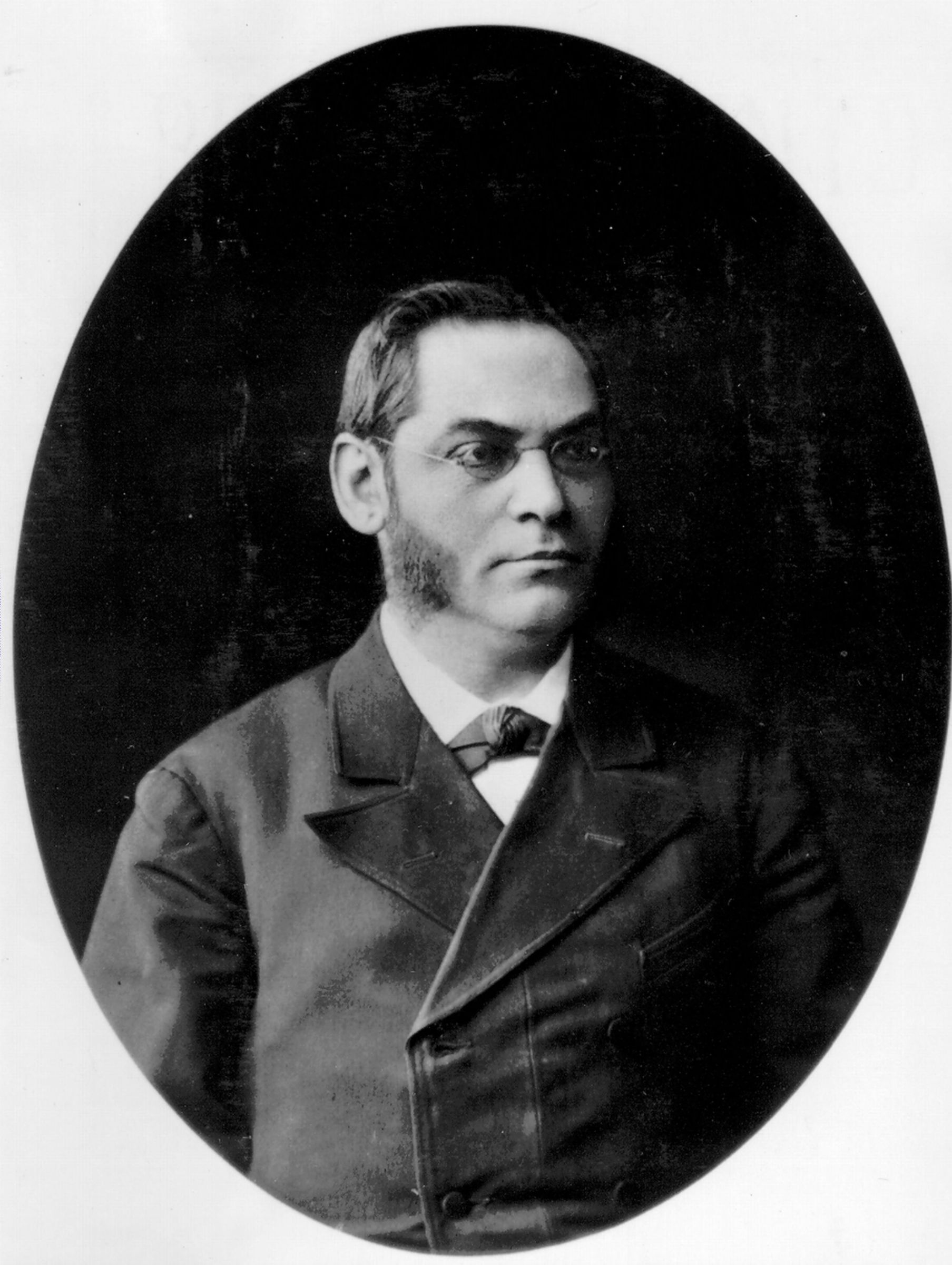
Jehuda Leib Gordon

Esponente del movimento illuminista, leader del movimento Haskalah, sostenitore di una emancipazione civile ebraica, si dimostrò nel corso della sua carriera uno dei più importanti innovatori della letteratura ebraica, traghettata da lui verso sponde più moderne sia nelle forme sia nello spirito; nello stesso tempo partecipò attivamente alla rifioritura della lingua ebraica e yiddish.
La sua poesia, soprattutto nella sua fase giovanile, si rivelò un esempio di concretezza e di manifestazione artistica flessibile e plasmabile. I temi principali delle sue liriche ruotarono intorno alle vicende descritte nei testi sacri.
Grazie all'attività di traduttore approfondì le conoscenze di Esopo e di La Fontaine, assimilando dal primo le tendenze alla forma precisa, dal secondo l'acutezza ironica nell'osservazione della vita.
Negli articoli scritti per le riviste ha-Melitz e ha-Me'assaf operò per trasmettere l'impulso al rinnovamento riguardante tutti gli ambiti della vita ebraica.
Negli ultimi venti anni si dedicò soprattutto ala narrativa, evidenziando gli aspetti più negativi della vita del ghetto, immersi in una satira energica e inappuntabile. Si occupò anche di varie problematiche sociali, come quella riguardante la condizione della donna nel mondo ebraico.
Con la sua scrittura elegante 'dipinse' le brutture di una esistenza chiusa, l'inutilità del rincorrere i sogni e del volgersi continuamente ai valori del passato, valutato come una zavorra intralciante il rinnovamento.
Anche se il suo profondo umorismo mostrò segni di dolore, e in esso fu insita la partecipazione dello scrittore alle sofferenze del suo popolo, mise in luce anche il 'miracolo' che ha consentito agli ebrei di resistere.
La sua opera, in qualche modo, si può definire un atto di fede indiretto grazie al quale ridusse la distanza fra il linguaggio poetico e la lingua popolare.